# Austropurcellia daviesae
Espèce
Synonymes
- Rakaia daviesae Juberthie, 1989

Austropurcellia daviesae est une espèce d'opilions cyphophthalmes de la famille des Pettalidae.

## Distribution
Cette espèce est endémique du Queensland en Australie. Elle se rencontre dans les monts Graham.

## Description
Le mâle holotype mesure 2,00 mm.

## Systématique et taxinomie
Cette espèce a été décrite sous le protonyme Rakaia daviesae par Juberthie en 1989. Elle est placée dans le genre Austropurcellia par Boyer et Giribet en 2007.

## Étymologie
Cette espèce est nommée en l'honneur de Valerie Todd Davies.

## Publication originale
- Juberthie, 1989 : « Rakaia daviesae sp. nov. (Opiliones, Cyphophthalmi, Pettalidae) from Australia. » Memoirs of the Queensland Museum, vol. 27, no 2, p. 499–507 (texte intégral).